# Bartramia incurva
Bartramia incurva är en bladmossart som beskrevs av Hoppe in Sturm 1803. Bartramia incurva ingår i släktet äppelmossor, klassen egentliga bladmossor, divisionen bladmossor och riket växter. Inga underarter finns listade i Catalogue of Life.